# Amphisbaenidae
Las anfisbenas, anfisbenios o culebrillas ciegas (Amphisbaenidae), son una familia peculiar y poco conocido de reptiles escamosos adaptados a la vida en el subsuelo. Superficialmente parecidas a lombrices de tierra, presentan claras adaptaciones al medio subterráneo, como la capacidad de excavar y deslizarse plegando su piel como un acordeón. Su cabeza maciza, sin oído externo y de ojos atrofiados, se distingue mal del extremo opuesto del cuerpo. Son capaces de desplazarse tanto en dirección de la cola como de la cabeza.

## Géneros
- Amphisbaena, Linneo, 1758.
- Ancylocranium, H. Parker, 1942.
- Anopsibaena, Stejneger, 1916.
- Aulura, Barbour, 1914.
- Baikia, Gray, 1865.
- Blanus, Wagler, 1830.
- Bronia, Gray, 1865.
- Cercolophia, Vanzolini, 1992.
- Chirindia, G. Boulenger, 1907.
- Cynisca, Gray, 1844.
- Dalophia, Gray, 1865.
- Geocalamus, Günther, 1880.
- Leposternon, Wagler, 1824.
- Loveridgea, Vanzolini, 1951.
- Mesobaena, Mertens, 1925.
- Monopeltis, A. Smith, 1848.
- Zygaspis, Cope, 1885.